# Barksnäcka
Barksnäcka (Merdigera obscura) är en snäckart som först beskrevs av Otto Friedrich Müller 1774.  Barksnäcka ingår i släktet Merdigera, och familjen barksnäckor. IUCN kategoriserar arten globalt som livskraftig. Arten är reproducerande i Sverige.

## Bildgalleri

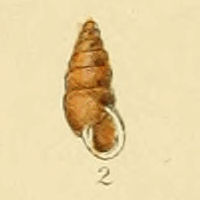
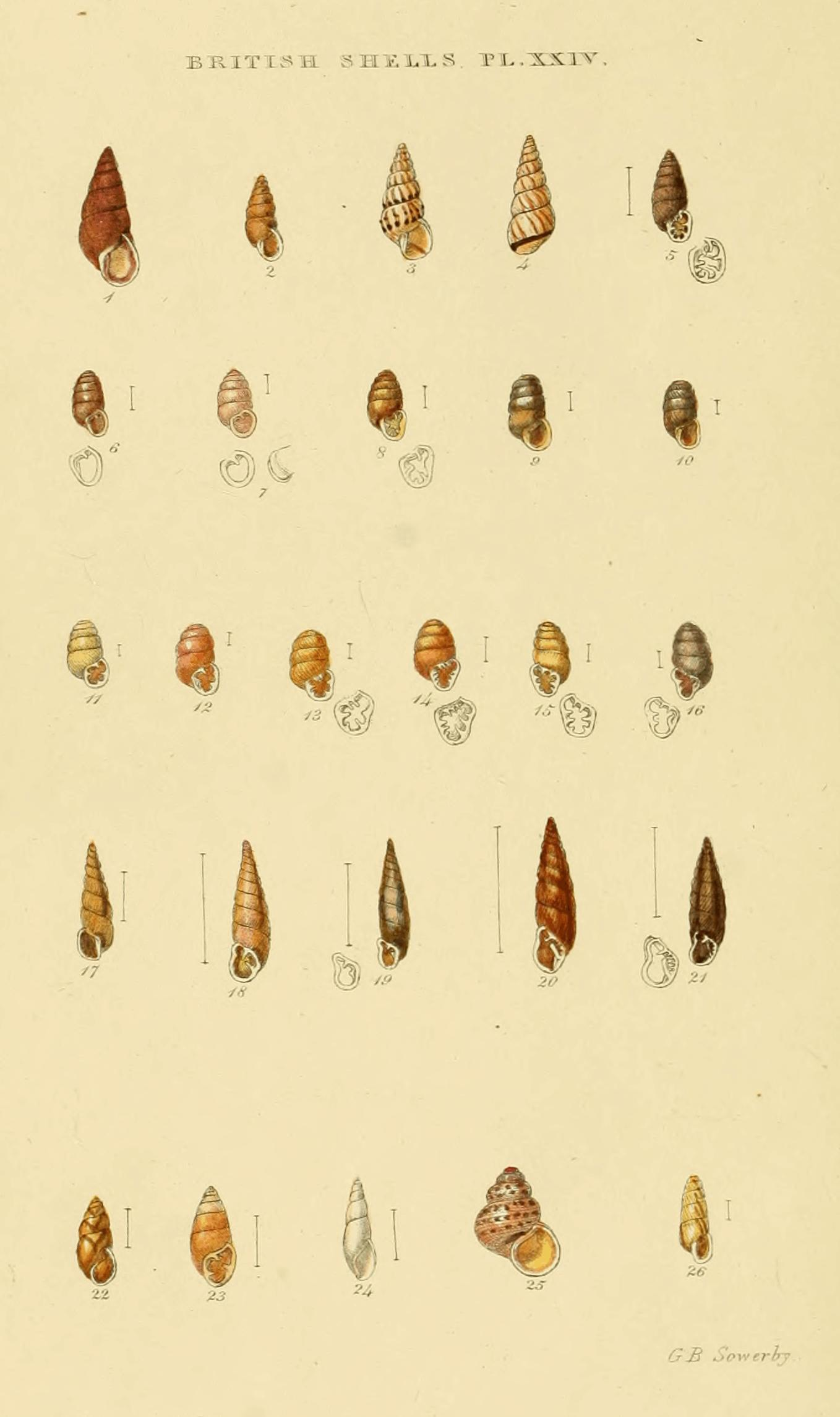